# Campeonato Mundial de Rugby Juvenil 2024
El Campeonato Mundial Juvenil de Rugby de 2024 fue la decimocuarta edición de esta competición. Se disputó en Sudáfrica, por segundo año consecutivo, del 29 de junio al 19 de julio de 2024.
La selección francesa es la vigente campeona del mundo con tres títulos.

## Contexto y organización
La competición se desarrolla una vez más en Sudáfrica, al igual que la edición anterior, y se disputará del 29 de junio de 2024 al 19 de julio de 2024, con la final prevista en el Estadio de Ciudad del Cabo.
Francia ganó la edición anterior, así como las dos anteriores, venciendo a Irlanda por 50-14 en la final.
España asciende tras su victoria en el Trofeo Mundial 2023, marcando así su primera participación en esta competición.

## Formato y nuevas reglas
Los doce equipos participantes se dividen en tres grupos. Los tres primeros clasificados se clasifican directamente para la semifinal, junto con el mejor segundo.
Durante la competición, se implementó por primera vez la regla de la tarjeta roja de los veinte minutos bajo los auspicios de World Rugby. Esta regla permite que un jugador expulsado permanezca fuera del campo, pero su equipo puede reemplazarlo después de veinte minutos para volver a completar los quince jugadores en el campo. Como resultado, se introdujo una nueva escala de sanciones: dos semanas de suspensión por faltas técnicas o por descuido, y cuatro semanas por faltas flagrantes como ataques con el hombro o despejes peligrosos.

## Equipos participantes y grupos
Las doce selecciones nacionales sub-20 clasificadas se distribuyen en tres grupos según su desempeño en la edición anterior:
| Grupo A       | Grupo B   | Grupo C    |
| ------------- | --------- | ---------- |
| Francia       | Irlanda   | Sudáfrica  |
| Gales         | Australia | Inglaterra |
| Nueva Zelanda | Georgia   | Argentina  |
| España        | Italia    | Fiyi       |

España participará por primera vez en la competición.

## Estadios
Sudáfrica ha sido designada como país anfitrión de la competición. Los partidos se llevarán a cabo en las ciudades de Ciudad del Cabo (en los estadios Athlone y Ciudad del Cabo) y Stellenbosch (en el Estadio Danie Craven).
| Ciudad          | Estadio                    | Capacidad |
| --------------- | -------------------------- | --------- |
| Ciudad del Cabo | Estadio Athlone            | 34 000    |
| Ciudad del Cabo | Estadio de Ciudad del Cabo | 55 000    |
| Stellenbosch    | Estadio Danie Craven       | 16 000    |

## Resultados

### Fase de grupos
Durante la fase de grupos, la primera jornada está prevista para el 29 de junio, la segunda para el 4 de julio y la tercera para el 9 de julio.
 Los primeros de cada grupo y el mejor segundo se clasifican para las semifinales. Los dos segundos menos favorables y los dos terceros mejores participan en los partidos de clasificación para los puestos del 5 al 8. El tercer puesto menos favorable y todos los cuartos participan en los partidos de clasificación para los puestos del 9 al 12.

## Desarrollo
|  | Clasificado a las semifinales.              |
|  | Clasificado a la disputa por el 5to puesto. |
|  | Relegado a la disputa por el 9no puesto.    |

### Grupo A
| Pos. | Equipo        | Encuentros | Encuentros | Encuentros | Encuentros | Tantos  | Tantos    | Tantos     | Puntos Bonus | Puntos Totales |
| Pos. | Equipo        | jugados    | ganados    | empatados  | perdidos   | a favor | en contra | diferencia | Puntos Bonus | Puntos Totales |
| ---- | ------------- | ---------- | ---------- | ---------- | ---------- | ------- | --------- | ---------- | ------------ | -------------- |
| 1    | Nueva Zelanda | 3          | 3          | 0          | 0          | 113     | 73        | +40        | 3            | 15             |
| 2    | Francia       | 3          | 2          | 0          | 1          | 104     | 50        | +54        | 3            | 11             |
| 3    | Gales         | 3          | 1          | 0          | 2          | 76      | 80        | -4         | 3            | 7              |
| 4    | España        | 3          | 0          | 0          | 3          | 35      | 125       | -90        | 0            | 0              |

#### Primera fecha
| 29 de junio | Francia | 49 - 12 | España |  |  |

| 29 de junio | Gales | 34 - 41 | Nueva Zelanda |  |  |

#### Segunda fecha
| 4 de julio | Gales | 31 - 10 | España |  |  |

| 4 de julio | Francia | 26 - 27 | Nueva Zelanda |  |  |

#### Tercera fecha
| 9 de julio | Francia | 29 - 11 | Gales |  |  |

| 9 de julio | Nueva Zelanda | 45 - 13 | España |  |  |

### Grupo B
| Pos. | Equipo    | Encuentros | Encuentros | Encuentros | Encuentros | Tantos  | Tantos    | Tantos     | Puntos Bonus | Puntos Totales |
| Pos. | Equipo    | jugados    | ganados    | empatados  | perdidos   | a favor | en contra | diferencia | Puntos Bonus | Puntos Totales |
| ---- | --------- | ---------- | ---------- | ---------- | ---------- | ------- | --------- | ---------- | ------------ | -------------- |
| 1    | Irlanda   | 3          | 2          | 1          | 0          | 77      | 31        | +46        | 1            | 11             |
| 2    | Australia | 3          | 1          | 1          | 1          | 47      | 28        | +19        | 2            | 8              |
| 3    | Georgia   | 3          | 1          | 0          | 2          | 55      | 74        | -19        | 2            | 6              |
| 4    | Italia    | 3          | 1          | 0          | 2          | 49      | 95        | -46        | 0            | 4              |

#### Primera fecha
| 29 de junio | Irlanda | 55 - 15 | Italia |  |  |

| 29 de junio | Australia | 35 - 11 | Georgia |  |  |

#### Segunda fecha
| 4 de julio | Irlanda | 22 - 16 | Georgia |  |  |

| 4 de julio | Australia | 12 - 17 | Italia |  |  |

#### Tercera fecha
| 9 de julio                                                                                  | Irlanda | Cancelado | Australia |  |  |
| Se canceló el partido a causa de las condiciones climáticas adversas, se declaró el empate. |         |           |           |  |  |

| 9 de julio | Georgia | 28 - 17 | Italia |  |  |

### Grupo C
| Pos. | Equipo     | Encuentros | Encuentros | Encuentros | Encuentros | Tantos  | Tantos    | Tantos     | Puntos Bonus | Puntos Totales |
| Pos. | Equipo     | jugados    | ganados    | empatados  | perdidos   | a favor | en contra | diferencia | Puntos Bonus | Puntos Totales |
| ---- | ---------- | ---------- | ---------- | ---------- | ---------- | ------- | --------- | ---------- | ------------ | -------------- |
| 1    | Inglaterra | 3          | 3          | 0          | 0          | 105     | 44        | +61        | 2            | 14             |
| 2    | Argentina  | 3          | 2          | 0          | 1          | 104     | 64        | +40        | 2            | 10             |
| 3    | Sudáfrica  | 3          | 1          | 0          | 2          | 81      | 55        | +26        | 2            | 6              |
| 4    | Fiyi       | 3          | 0          | 0          | 3          | 30      | 157       | -127       | 0            | 0              |

#### Primera fecha
| 29 de junio | Inglaterra | 40 - 21 | Argentina |  |  |

| 29 de junio | Sudáfrica | 57 - 7 | Fiyi |  |  |

#### Segunda fecha
| 4 de julio | Inglaterra | 48 - 11 | Fiyi |  |  |

| 4 de julio | Sudáfrica | 12 - 31 | Argentina |  |  |

#### Tercera fecha
| 9 de julio | Argentina | 52 - 12 | Fiyi |  |  |

| 9 de julio | Sudáfrica | 12 - 17 | Inglaterra |  |  |

## Segunda fase

### Clasificación del 9° al 12° puesto

#### Clasificación
| 14 de julio de 2024 | Italia | 28 - 15 | España |  |  |

| 14 de julio de 2024 | Georgia | 40 - 36 | Fiyi |  |  |

#### Undécimo lugar
| 19 de julio de 2024 | España | 24 - 19 | Fiyi |  |  |

#### Noveno lugar
| 19 de julio de 2024 | Italia | 13 - 24 | Georgia |  |  |

### Clasificación del 5° al 8° puesto

#### Clasificación
| 14 de julio de 2024 | Argentina | 34 - 24 | Sudáfrica |  |  |

| 14 de julio de 2024 | Australia | 36 - 29 | Gales |  |  |

#### Séptimo lugar
| 19 de julio de 2024 | Sudáfrica | 47 - 31 | Gales |  |  |

#### Quinto lugar
| 19 de julio de 2024 | Argentina | 14 - 6 | Australia |  |  |

### Fase final

#### Semifinales
| 14 de julio de 2024 | Inglaterra | 31 - 20 | Irlanda |  |  |

| 14 de julio de 2024 | Nueva Zelanda | 31 - 55 | Francia |  |  |

#### Tercer lugar
| 19 de julio de 2024 | Irlanda | 24 - 38 | Nueva Zelanda |  |  |

#### Final
| 19 de julio de 2024 | Inglaterra | 21 - 13 | Francia |  |  |

| Bandera de Inglaterra |
| Campeón Inglaterra    |
| Cuarto título         |